# Silver City (Iowa)
Silver City es una ciudad ubicada en el condado de Mills en el estado estadounidense de Iowa. En el Censo de 2010 tenía una población de 245 habitantes y una densidad poblacional de 433,92 personas por km².

## Geografía
Silver City se encuentra ubicada en las coordenadas 41°6′41″N 95°38′16″O / 41.11139, -95.63778. Según la Oficina del Censo de los Estados Unidos, Silver City tiene una superficie total de 0.56 km², de la cual 0.56 km² corresponden a tierra firme y (0%) 0 km² es agua.

## Demografía
Según el censo de 2010, había 245 personas residiendo en Silver City. La densidad de población era de 433,92 hab./km². De los 245 habitantes, Silver City estaba compuesto por el 95.92% blancos, el 0% eran afroamericanos, el 0.82% eran amerindios, el 0% eran asiáticos, el 0% eran isleños del Pacífico, el 0% eran de otras razas y el 3.27% pertenecían a dos o más razas. Del total de la población el 1.22% eran hispanos o latinos de cualquier raza.